# Heinkel He 100
Heinkel He 100 var tyskt jaktflygplan från andra världskriget.
På grund av problem med kylsystemet dröjde det över ett år efter det att prototypen först flugit tills man kunde börja tillverka planen. Över 10 prototyper byggdes och två korta produktionsserier, därav en förserie. På grund av brist på motorer skrotades projektet och prototyperna såldes till Sovjet och Japan och de plan som färdigställts av produktionsversionen användes för att försvara heinkelfabriken.
Beteckningar såsom He 100A, B, C och D (He 100D-0 och He 100D-1) är efterkrigskonstruktioner. Heinkel-dokument använder beteckningen He 100A-0 om förserien och alla prototyper samt förserieplan blev sedermera ombyggda till serieutförande.